# Las amistades peligrosas (novela)
Las amistades peligrosas (Les Liaisons dangereuses, título a veces traducido con mayor propiedad por Las relaciones peligrosas), cuyo subtítulo es Cartas recogidas en un círculo social y publicadas para la instrucción de algunos otros, es una famosa novela epistolar escrita por Pierre Choderlos de Laclos, publicada en 1782. Obra maestra de la literatura francesa del siglo XVIII, fue prácticamente olvidada a lo largo de todo el siglo XIX, antes de ser redescubierta a principios del XX. Inscrita en la tendencia dieciochesca de la sátira licenciosa, así como de la novela psicológica, destaca también por la gran complejidad técnica que alcanza como novela epistolar.

## Argumento

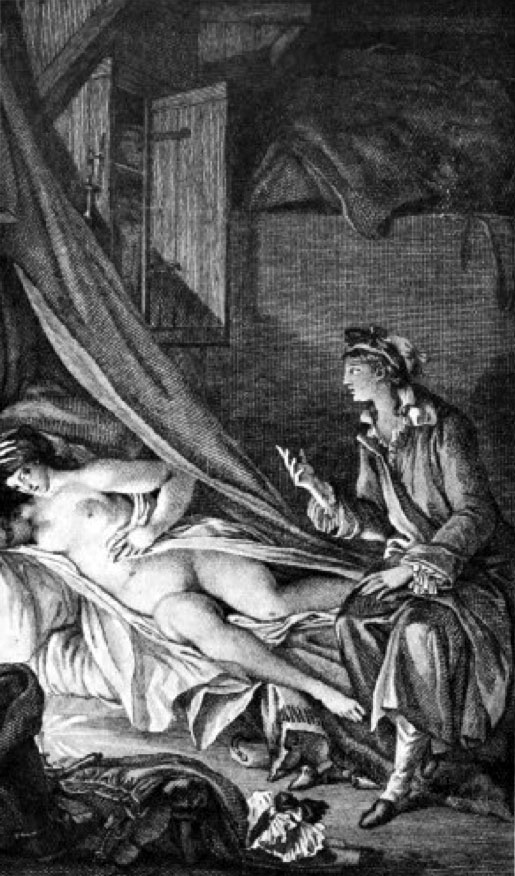
Ilustración de la carta XLIV de Liaisons Dangereuses, 1796.

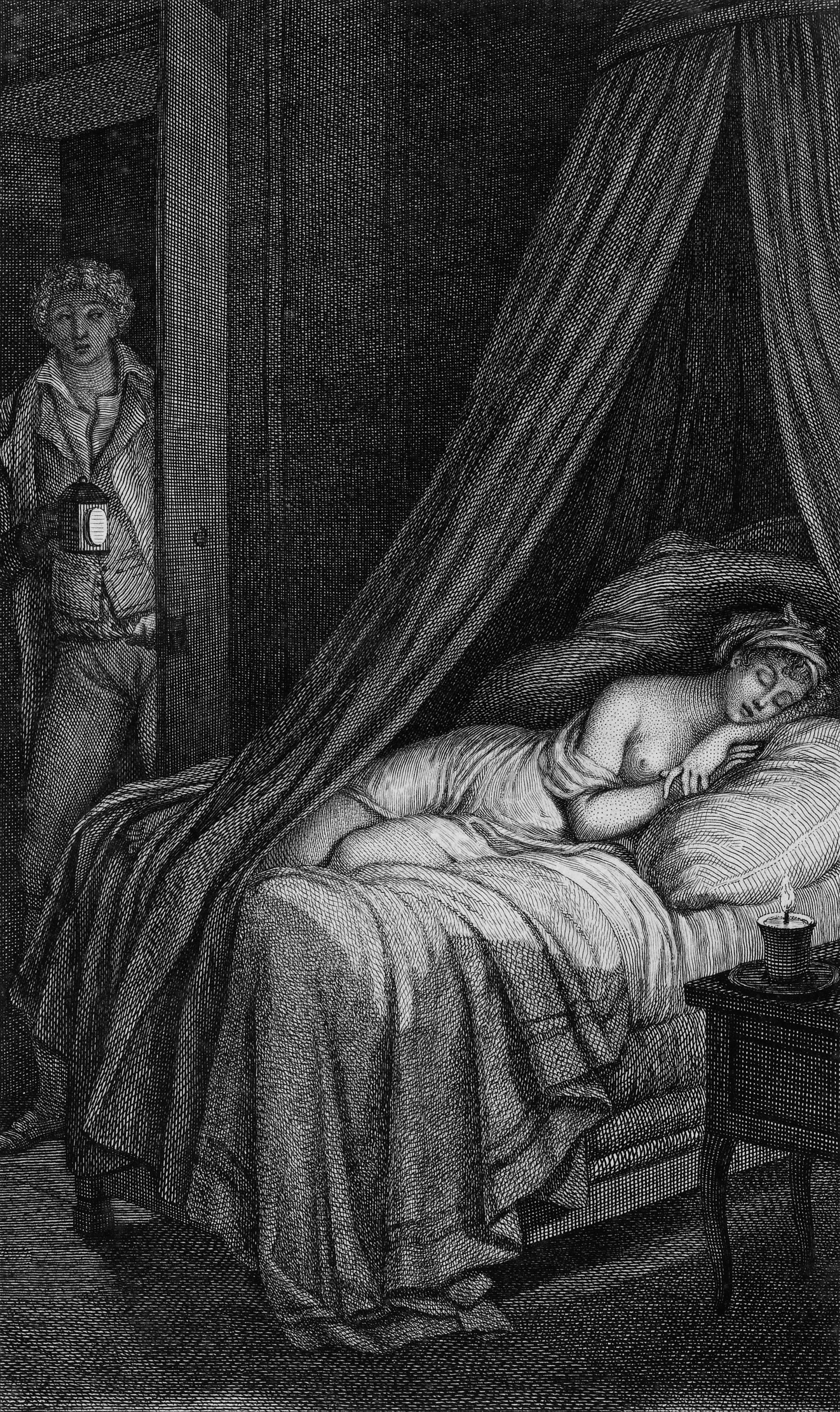
Ilustración de la carta XCVI de Liaisons Dangereuses, 1796.

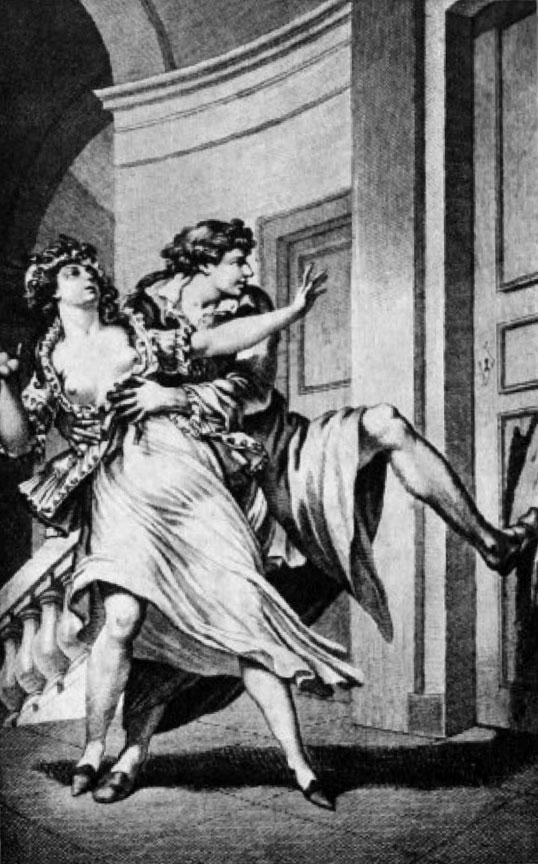
Ilustración de la carta LXXI de Liaisons Dangereuses, 1796.

La marquesa de Merteuil y el vizconde de Valmont, amantes en otro tiempo, aprovechan cualquier ocasión para ridiculizar a la sociedad puritana y privilegiada en que viven, utilizando a todos aquellos que los rodean, y dejando atrás una larga lista de conquistas eróticas. La correspondencia entre estos dos personajes, en la que relatan sus hazañas, constituye el cuerpo central del relato, en el cual se inscriben las distintas subtramas.
Sin embargo, a pesar de ser rivales, no están en igualdad. El vizconde de Valmont, por su condición de hombre, puede hacer alarde de su comportamiento libertino y gozar incluso por ello de una cierta reputación. Las cartas que dirige a la marquesa de Merteuil solo son el relato de sus aventuras.
Pero no sucede lo mismo con esta. Aunque llega a rivalizar con el vizconde en cuanto a aventuras de alcoba, la marquesa de Merteuil, además, está obligada a mantener una doble vida. Su rango social (es marquesa), matrimonial (es viuda) obligan a que se comporte de un modo hipócrita, e incluso maquiavélico. Es cierto que el vizconde también usa estas armas, pero únicamente de manera puntual, como herramientas para lograr sus conquistas.
Para igualarse con él, la marquesa de Merteuil debe además, conseguir zafarse del papel social que se le asigna. Ha declarado la guerra a los hombres, y, considerándose “nacida para vengar a su sexo” (carta LXXXI [archivo]), utiliza toda su inteligencia para conservar su independencia, sus amantes y su reputación. Toda la fuerza de la novela reside en la narración de estas dos tramas intercaladas: el relato de sus respectivas aventuras libertinas, sus estrategias y sus peripecias, pero también el enfrentamiento del uno contra el otro. Un enfrentamiento que aparece en un principio como un mero juego de seducción, para acabar transformándose en una rivalidad destructiva. En definitiva, ambos se arrebatarán mutuamente aquello que les es más preciado.
El vizconde de Valmont está resuelto a seducir a madame de Tourvel, virtuosa, casada, y por tanto inaccesible, que está alojándose con la tía de Valmont mientras su marido, un letrado notable, está de viaje. 
Al mismo tiempo, la marquesa de Merteuil ha decidido corromper a la joven Cécile de Volanges, cuya madre acaba de ordenar su salida de un convento para ser desposada con el antiguo amante de Merteuil, que rechazó groseramente a esta última. Cécile se enamora a su vez del caballero Danceny, su joven tutor de música. Merteuil y Valmont fingen ayudar a los amantes para ganar su confianza y más adelante manipularlos en su propio beneficio.
Para llevar a cabo su venganza, Merteuil propone a su aliado seducir a Cécile. Valmont se niega, hallando el reto demasiado fácil y prefiriendo centrarse en seducir a madame de Tourvel. Finalmente Merteuil, cuyos favores ha requerido Valmont infructuosamente desde el principio de la novela, promete pasar la noche con él si este seduce a Tourvel y aporta una prueba de su conquista. Sin embargo, Tourvel es una presa más difícil de lo que Valmont había imaginado en un principio. Valmont descubre que ha sido advertida contra él por madame de Volanges, la madre de Cécile, y, en consecuencia, decide vengarse de ella seduciendo a su hija y con ello cumpliendo con el plan primigenio de Merteuil, que, mientras tanto, toma a Danceny como amante.
Tras conquistar a Tourvel, Valmont parece estar enamorándose. Merteuil, celosa, consigue manipularlo para que la abandone, y se niega a pasar la noche con él como había prometido. Valmont, al darse cuenta de la estrategia de su rival, le revela que ha alentado a Danceny a reunirse con Cécile, lo que dejaría a Merteuil sola de nuevo. Esta le declara la guerra a Valmont, y le revela a Danceny las relaciones entre su amada y el vizconde. 
Danceny reta a Valmont a un duelo, en el que este último resulta fatalmente herido. Antes de morir, Valmont le entrega su correspondencia con Merteuil, prueba más que suficiente para arruinar la reputación de la marquesa. Esta se refugia en el campo, donde contrae la viruela, perdiendo su principal baza, la belleza. También madame de Tourvel y Cécile tienen un final trágico, la primera muere de unas fiebres, presa de la desesperación ante el abandono de Valmont, mientras que la joven Volanges, deshonrada, se retira a un convento.

## Personajes

### Interacciones entre los personajes principales
Los personajes se dividen en dos grupos: los libertinos y sus víctimas, aunque algunos podrían ser clasificados en ambos (como es el caso del caballero Danceny que se acaba convirtiendo en un libertino)
La ausencia de narrador principal hace que el lector adquiera poco a poco una opinión personal sobre cada personaje, ya que están a su disposición todas las cartas. Puede apreciar la inocencia de las víctimas, la duplicidad y el cinismo de los libertinos y la ironía de la situación como conjunto.

### Los cabecillas del juego

#### Marquesa de Merteuil
La marquesa de Merteuil es un personaje muy complejo, ambiguo y misterioso, y a la vez de una tremenda fuerza. Sabemos muy poco de su pasado. Casada joven y enviudada rápidamente, posee una gran fortuna. Se trata de una mujer que se ha sentido profundamente herida y menospreciada por los hombres y por la sociedad del momento, y a la que mueve el resentimiento. Decidida a llevar la vida que desea y a no someterse a nadie en una sociedad absolutamente patriarcal, ha acabado por convertirse en una máquina, fría y calculadora. A lo largo de la novela descubrimos que las aventuras amorosas no son para ella más que conquistas, juegos de poder, en los que ella hace y deshace a su gusto. Sin embargo, a pesar de todas sus maquinaciones maquiavélicas y de sus costumbres libertinas, consigue preservar su honor bajo una apariencia de virtud. Su capacidad de disimulo, sobre la que se sustenta toda su reputación, es tal que llega a desempeñar el papel de confidente con sus propias víctimas. 
En el pasado fue amante de Valmont, siendo la única mujer capaz de hacerle frente e incluso de dominarlo, hasta el punto de conseguir que este abandone a la única mujer que ha amado jamás, madame de Tourvel. Merteuil tiene una relación tirante con Valmont a lo largo de todo el relato, que oscila entre ser su amigo y aliado, y su rival y enemigo. Merteuil quiere dominar a Valmont porque este representa todo lo que ella querría ser, mientras que Valmont la percibe como un trofeo. Curiosamente, será el vizconde, su único confidente, quien causará su desgracia dando a conocer su correspondencia a Danceny. 
El relato presenta una gran imprecisión en torno a la huida y el destino final de Merteuil, convirtiéndola en un personaje difuso y casi legendario, una femme fatale.

#### Vizconde de Valmont
El vizconde de Valmont es un seductor o libertino reconocido, posición en la que se reafirma, y a través de la cual expresa su sentimiento narcisista de superioridad frente a una sociedad que desprecia. Su mayor obsesión es conquistar a mujeres, para lo que usa sofisticadas estrategias amorosas, sin dudar en recurrir a la mentira o a la manipulación. Utiliza a sus víctimas como divertimento y luego las abandona, tiene una opinión más bien cínica sobre ellas. 
Da una impresión de aparente libertad, sin embargo, el vínculo que lo une a madame de Merteuil, de la que fue amante en otro tiempo, hace que, a pesar de algunas reticencias dictadas por su amor propio, acabe por plegarse siempre a su voluntad. Merteuil parece también albergar sentimientos hacia Valmont, pero se obstina en ponerlo a prueba constantemente, esperando que este le demuestre que ella es su favorita. Será este juego peligroso el que termine por desencadenar la guerra entre ambos, llevando a Valmont a su final trágico.
Podemos apreciar a lo largo de la novela un cambio importante en Valmont, que acaba, sin él saberlo, cayendo presa de su propia trampa, al enamorarse inconscientemente de Tourvel, a la que perderá al responder a las provocaciones de Merteuil. En algunos de los análisis de la obra, la muerte de Valmont se considera incluso un acto de inmolación, dándole un sesgo de humanidad al personaje y diferenciándolo de su contrapunto femenino, Merteuil.

### Las víctimas

#### Madame de Tourvel
Mujer joven de 22 años, presentada como ejemplo arquetípico de virtud. No obstante, a lo largo de la obra, se revelará como un personaje con entidad propia, en el que se pueden apreciar cualidades y defectos. Ella, que predica la honestidad y que se erige en imagen de la misma, acaba por sucumbir ante los requerimientos de Valmont. Uno de los factores principales en la caracterización de madame de Tourvel será el progresivo despertar de sus sentimientos hacia el vizconde, así como su desesperado intento por reprimirlos. Este conflicto interno la convierte en uno de los personajes más duales del relato, dada la polaridad que se establece entre sus convicciones morales y su amor por Valmont. Tourvel es una víctima que se ve superada por las circunstancias. Al no ser capaz de sobreponerse a lo que ella considera una traición a sus principios, morirá finalmente. Este personaje encarna el choque que se produce entre la moral más rígida y el amor más pasional y salvaje, así como la imposibilidad de la coexistencia de ambas emociones.

#### Cécile de Volanges
Hija de madame de Volanges, de 17 años, ha sido educada en un convento, donde ha crecido en la inocencia y en la ignorancia. Su madre pretende desposarla por conveniencia con el conde de Gercourt. Cécile no aparece en ningún momento como un personaje con voluntad propia, sino que es manipulada y utilizada desde el comienzo mismo de la novela, primero por su madre y más adelante por Merteuil y Valmont. Su compromiso desencadena la acción, al ser el motivo por el que Merteuil decide vengarse de su antiguo amante convirtiendo a su prometida en una mujer perdida. Ya aquí, la marquesa no ve en la joven Volanges más que un mero instrumento para la venganza. Del mismo modo, para el vizconde solo es una cláusula más en su trato con Merteuil. Cécile se verá dividida a lo largo de la obra entre su amor inocente por Danceny, al que conocerá gracias a Merteuil, y su relación libidinosa con Valmont. Cécile se adentra cada vez más en el universo de juegos sexuales del libertino, de los que acabará convirtiéndose en una completa esclava sin saberlo siquiera. Al final de la novela, después de que Danceny haya descubierto su relación secreta con Valmont y de la muerte del segundo, caída en desgracia, se internará en un convento.

#### El caballero Danceny
Noble sin fortuna, perteneciente a la orden de Malta. Conoce a Cécile en casa de madame de Merteuil, enamorándose de ella instantáneamente. Por intercesión de la marquesa se convertirá en el maestro de canto y arpa de la joven, lo que le permitirá intercambiar cartas con ella escondiéndolas entre las cuerdas del instrumento. Su correspondencia queda interrumpida durante un tiempo, después de que, sin que Cécile llegue a enterarse, Merteuil le desvele el secreto a Madame de Volanges. Se reanuda más adelante, de nuevo gracias a la intervención de Merteuil, y, esta vez, también de Valmont. Danceny establece una relación con la marquesa, que se convierte en su mayor confidente, sin estar al tanto de los planes de esta para Cécile, ni, por supuesto, de la relación existente entre su amada y el vizconde. Será finalmente Merteuil quien le descubra la verdad en un rapto de celos. El joven caballero, profundamente consternado por la traición de Valmont, al que consideraba su amigo, lo reta a un duelo en el que este resulta muerto. No obstante, antes de morir, le entrega a Danceny su correspondencia con Merteuil, en la que queda expuesta su verdadera naturaleza. Danceny la publicará, destruyendo así para siempre la reputación de la marquesa, y romperá con Cécile, retirándose en última instancia a Malta.

## Intenciones políticas y morales de Laclos
Las amistades peligrosas destaca por su exploración de la seducción, la venganza y la mezquindad humana. En el momento de su publicación, el libro resultó escandaloso. Sin embargo, las intenciones del autor siguen siendo una incógnita. Muchos han querido ver en la figura ficticia del autor de la novela y en su intención moralizante una proyección del propio Laclos, cuyo propósito sería hacer una crítica de la corrupción y decadencia en las que vivía sumida la aristocracia dieciochesca, ya en el ocaso del Antiguo Régimen. Esta teoría presenta, sin embargo, diversos puntos débiles. En primer lugar, Laclos no solo disfrutaba entonces de la protección de Luis Felipe II, duque de Orléans, sino que también atrajo con esta obra a un público muy próximo a la realeza y fuertemente conservador, incluyendo a la reina María Antonieta. En segundo lugar, todos los personajes del relato son aristócratas, también las heroínas virtuosas, como madame de Tourvel. Estos factores sugieren que la novela no fue analizada como una obra de carácter político hasta la Revolución francesa, años más tarde.
En un conocido ensayo sobre Las amistades peligrosas, que a menudo se ha utilizado como prólogo a ediciones francesas de la novela, André Malraux defiende que, a pesar de su deuda a la tradición libertina, la importancia real Las amistades peligrosas reside en su carácter pionero, que sienta las bases de un nuevo tipo de ficción. Dos libertinos, la marquesa de Merteuil y el vizconde de Valmont, son, para Malraux, creaciones «sin precedentes». Son «los primeros personajes [en la historia de la literatura occidental] cuyos actos están determinados por una ideología».
En cierto modo, Las amistades peligrosas es la antítesis literaria de la novela epistolar ejemplificada por la exitosa Pamela o la virtud recompensada (1740), de Samuel Richardson. Donde Richardson utiliza la correspondencia para crear en el lector una sensación de conocer los pensamientos más íntimos de la protagonista, Laclos utiliza el carácter epistolar para todo lo contrario. Al serle presentadas al lector muchas perspectivas distintas y contradictorias entre sí, es este el que debe reconstruir por sí mismo la trama y los personajes escondidos tras los remitentes. La obra de Laclos también puede interpretarse en clave de crítica a este tipo de novelas y a su mojigata defensa de la virtud. De hecho, el personaje de Valmont está tallado, en realidad, sobre el de otro libertino famoso, Robert Lovelace, también creado por Samuel Richardson en su Clarissa (1748).

## Adaptaciones cinematográficas
- 1959: Las amistades peligrosas (Les liaisons dangereuses), de Roger Vadim, con Jeanne Moreau, Gérard Philipe y Annette Vadim;
- 1988: Las amistades peligrosas o Relaciones peligrosas (Dangerous Liaisons), de Stephen Frears, con Glenn Close, John Malkovich, Michelle Pfeiffer, Uma Thurman y Keanu Reeves;
- 1989: Valmont, de Miloš Forman, con Colin Firth, Annette Bening y Meg Tilly;
- 1999: Cruel Intentions (Crueles Intenciones), de Roger Kumble, con Ryan Phillippe, Sarah Michelle Gellar y Reese Witherspoon;
- 2003: Scandal - Joseon namnyeo sangyeoljisa, de Je-yong Lee con Bae Yong-joon, Jeon Do-yeon y Lee Mi-sook;
- 2012: Dangerous Liaisons, del director surcoreano Hur Jin-ho, con Zhang Ziyi, Jang Dong-gun y Cecilia Cheung;
- 2022: Las amistades peligrosas, dirigida por Rachel Suissa con Simon Rérolle, Paola Locatelli y Ella Pellegrini.

## Adaptaciones televisivas
- 1980: Las relaciones peligrosas, telefilm dirigido par Claude Barma, con Claude Degliame, Jean-Pierre Bouvier y Maïa Simon;
- 1998: Perro amor, telenovela colombiana producida por Cenpro TV para Canal Uno, con Danna García, Julián Arango e Isabella Santodomingo;
- 2003: Las relaciones peligrosas, serial televisivo dirigido por Josée Dayan, con Catherine Deneuve, Rupert Everett y Nastassja Kinski;
- 2016: Ligações Perigosas, miniserie brasileña de diez capítulos producida por Rede Globo, con Patricia Pillar, Selton Mello, Marjorie Estiano y Alice Wegmann;
- 2018: The Great Seducer, drama surcoreano de treinta y dos episodios producida por la cadena MBC;
- 2022: Dangerous Liaisons, serie estadounidense de ocho episodios emitida por Starz y Lionsgate+ con Nicholas Denton y Alice Englert;
- 2024: Cruel Intentions, serie estadounidense emitida por Amazon Prime Video, con Sarah Catherine Hook, Zac Burgess y Savannah Lee Smith.

## Adaptaciones teatrales
- 1987: Quartet, escrita por el dramaturgo alemán Heiner Müller;
- 1988: Les liaisons dangereuses, de Chistopher Hampton, estrenada en Londres, con Alan Rickman, Lindsay Duncan y Juliet Stevenson;
- 1994: The Dangerous liasons, ópera de Conrad Susa estrenada en la Ópera de San Francisco, dirigida por Donald Runnicles e interpretada por Thomas Hampson, Frederica von Stade y Renée Fleming;[3]
- 2012: Las relaciones peligrosas, un musical de Marcelo Caballero y Steban Ghorghor, estrenado en Buenos Aires, Argentina.